# Pararabdodon
Pararabdodon (Pararhabdodon isonensis) – roślinożerny dinozaur z rodziny hadrozaurów (Hadrosauridae); jego nazwa znaczy "podobny do rabdodona".
Żył w epoce kredy późnej (ok. 71-65 mln lat temu) na terenach współczesnej Europy. Długość ciała ok. 5 m, wysokość ok. 2,2 m, masa ok. 500 kg. Jego szczątki znaleziono w Hiszpanii (w prowincji Lleida).
Pararabdodon jest pierwszym przedstawicielem podrodziny lambeozaurów znalezionym w Europie. Wcześniej dinozaury te znajdowano wyłącznie w Ameryce Północnej i w Chinach.